# Ateleute carolina
Ateleute carolina là một loài tò vò trong họ Ichneumonidae.